# 月海

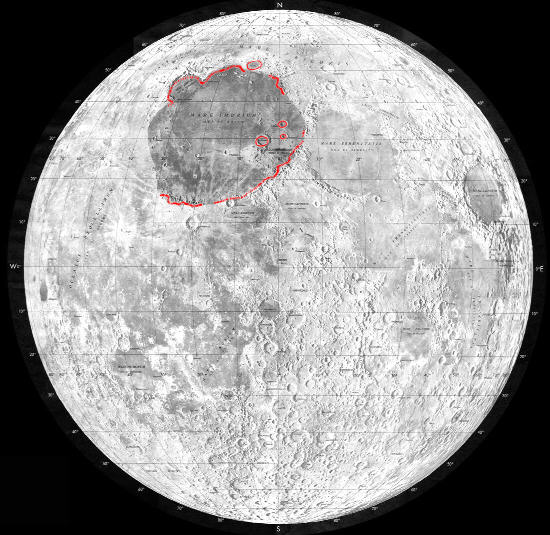
图中红线包围部分是月海

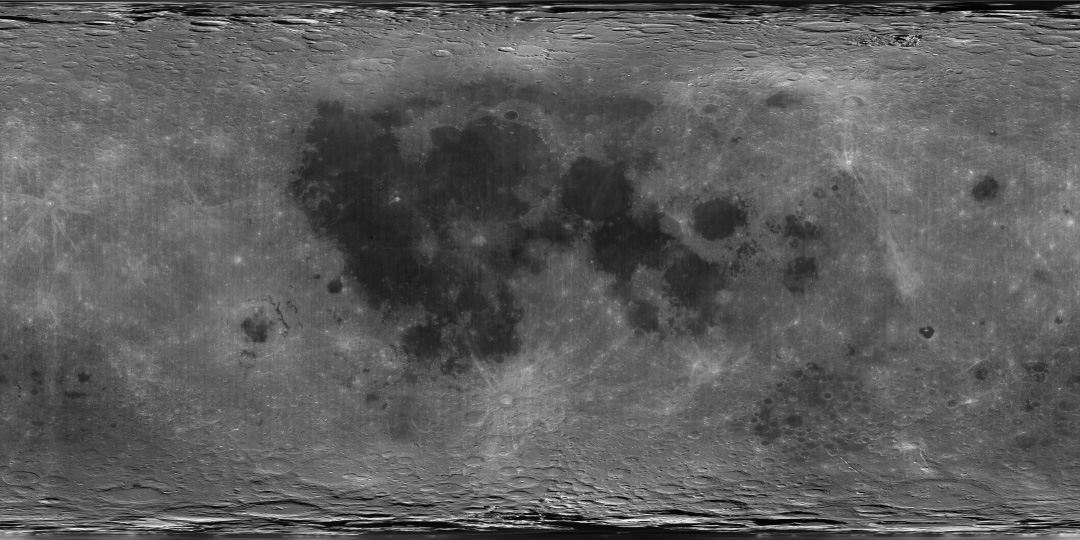
月表平面圖

月海一覽

月海，是指月球月面上比較低窪的平原，用肉眼遙望月球有些黑暗色斑塊，這些大面積的陰暗區就叫做月海。月海是月球表面的主要地理單元，總面積上約佔全月面的25%。迄今已知的月海有22個，絕大多數月海分佈在面向地球月球的正面，正面月海約佔半球面積的一半；月球背面只有東海、莫斯科海和智海共3個，而且面積很小，佔半球面積的2.5%。月海雖叫做“海”，但徒有虛名，實際上它滴水不含，只不過是較平坦的比周圍低窪的大平原，它的表層覆蓋類似地球玄武岩那樣的岩石，即月海玄武岩。

## 名称来源
所谓的月海，并非月球上面的海洋。其之所以被称之为“海”，是因为早期的观察者，发现到月面有部分地区较暗。而在当时无法清晰观察到月球表面的情况下，观察者们按照其对地球的认识，猜测该地区为海洋，因為其反光度比其他地方较低。相对地，其他比较光亮的地方也就被称之为月陆了。此外，还有被称为湖的“月湖”；被称为湾的“月湾”；被称为沼的“月沼”。

## 形成
比较多人认为月海是小天体撞击月球时，撞破月壳，使月幔流出，玄武岩岩浆覆盖了低地，形成了月海。但也有科学家根据对月球各类岩石成份、构造与形成年龄的研究，认为月球约形成于45.6亿年前。月球形成后曾发生过较大规模的岩浆洋事件，通过岩浆的熔离过程和内部物质调整，于41亿年前形成了斜长岩月壳、月幔和月核。在40至39亿年前，月球曾遭受到小天体的剧烈撞击，形成广泛分布的月海盆地，称为雨海事件。在39至31.5亿年前，月球发生过多次剧烈的玄武岩喷发事件，大量玄武岩填充了月海，厚度达0.5至2.5千米，称为月海泛滥事件。月海因此而成。两个观点的分别在于，后一观点认为小天体的撞击和玄武岩的喷发分别发生在两个年代；而另一观点则认为是同时发生的。

## 地理特征及分布
月海的地势一般较低，类似地球上的盆地，月海比月球平均水准面低1-2公里。个别最低的海如雨海的东南部甚至比周围低6000米。月球表面有雨海、静海、危海、澄海、丰富海等23个月海（详细请参考月海列表）。大多数月海分布在月球近地面（由于月球是同轉卫星，所以月球的一面永远面向地球。详见月球）。月球的远地面仅有3个月海，还有4个在边缘地区。形成月海分布如此不均的原因相信是地球的引力。由于月球是的一面永远面向地球，历经亿万年的引力影响之后，科学家相信月球的质心比形心更接近地球。所以月幔更容易从近地面流出，使近地面的撞击坑更容易被玄武岩岩浆所“灌溉”，从而导致了分布不均的现象。在月球近地面，月海面積約佔整個半球表面的一半。最大的月海叫“风暴洋”，位于月球的东北部，面积达500万平方公里，约等于9个法国的面积。雨海面积约为90万平方公里；月面中央的静海约有26万平方公里。月海的面积占月面总面积的16%此外，較大的還有澄海、豐富海、危海、雲海等。美国“阿波罗”宇宙飞船曾6次在月海上登陆，如“阿波罗-11”号、“阿波罗-17”号着陆于静海，“阿波罗-12”号着落于风暴洋。宇航员身穿宇航服，在“海面”上行走，并留下一串串约3厘米深的脚印。发现月面的尘土是近于灰色的纤细粉末，有点像带有粘性的木炭屑。

## 月海的资源
填充月海的玄武岩就犹如一个巨大的钛铁矿的储存库。据专家的模式计算，共约有体积为106万立方公里的玄武岩分布在月海平原或盆地上。通过已有的探测结果，特别是“克莱门汀”号月球探测器的多光谱探测数据，配以目前地球上钛铁矿开采的品位为参考值，可计算出这些玄武岩中钛铁矿达到开发程度的资源量超过100万亿吨。尽管这样所得的结果带着很大的推测性与不确定性。但可以肯定的是，月海玄武岩确实蕴藏着丰富的钛铁矿。而且，钛铁矿不仅是生产金属铁、钛的原料，还是生产水和火箭燃料——液氧的主要原料。这意味着对月海玄武岩的探测尤为重要。但遗憾的是，目前对月海玄武岩厚度的探测程度很低，影响了月海玄武岩总体积的计算精度，进而影响了钛铁矿开发利用前景评估的可靠性。

## 参看
- 月球
- 月海列表
- 月球地質
- 撞击坑
- 月球地理学
- 熔岩平原